# Shinji Morisue
Shinji Morisue född den 22 maj 1957 i Okayama, Japan, är en japansk gymnast.
Han tog OS-guld i räck, OS-silver i hopp och OS-brons i lagmångkampen i samband med de olympiska gymnastiktävlingarna 1984 i Los Angeles.